# Wihtlaeg
Wihtlæg (o Wighlek, Wiglecus, Wiglek o Viglek) fu un re mitologico dei Danesi e degli Angli. Il suo nome significa "Gamba bianca". Nelle genealogie reali anglosassoni, Witlæg è un discendente di Woden e figlio di Weothulgeot, antenato dei re di Mercia. Nella Historia Brittonum, Wihtlæg invece è figlio di Weaga e nipote di Weothulgeot. La Cronaca Anglosassone, infine, fa Wihtlæg figlio diretto di Woden. In tutte le storie Wihtlæg è padre di Wermund e nonno di Offa degli Angli.

## Chronicon Lethrense
Sotto il nome di Wighlek è presentato nel Chronicon Lethrense come successore di Rorik Slængeborræ. Morì di malattia e lasciò il regno al figlio Wermund.

## Gesta Danorum
Saxo Grammaticus collega a Wihtlæg il mito di Amleto. Wihtlæg osteggiò Amleto nel diventare re degli Juti, perché era lui l'erede legittimo di Rorik Slængeborræ, ma dopo che Amleto morì in battaglia egli ne sposò la moglie, Hermuthruda. Probabilmente il Wiglek dei Gesta Danorum rappresenta la fusione tra l'eroe geata Wiglaf e l'anglico Wihtlæg.